# Kápi
Kápi är en ort i Grekland.   Den ligger i prefekturen Nomós Lésvou och regionen Nordegeiska öarna, i den östra delen av landet, 270 km nordost om huvudstaden Aten. Kápi ligger 352 meter över havet och antalet invånare är 544. Den ligger på ön Lesbos.
Terrängen runt Kápi är kuperad. Havet är nära Kápi norrut. Runt Kápi är det ganska glesbefolkat, med 21 invånare per kvadratkilometer. Närmaste större samhälle är Agía Paraskeví, 10,2 km söder om Kápi. 